# 평면삼각형 분자기하

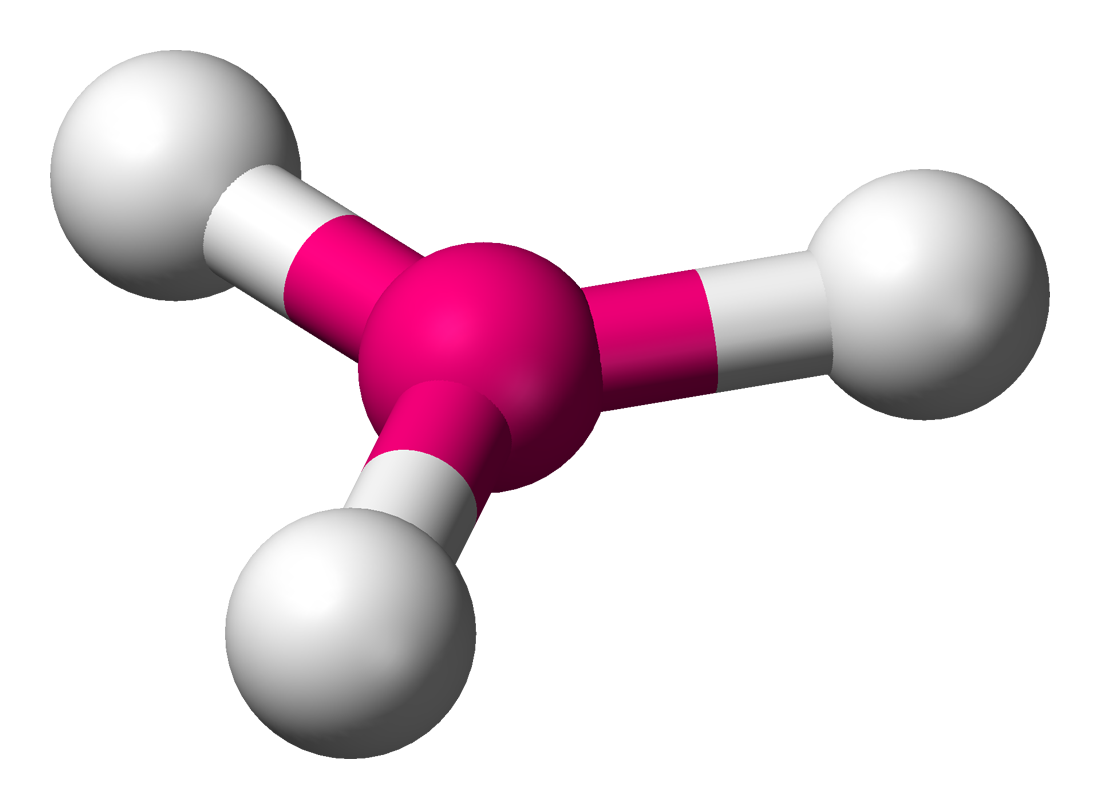
평면삼각형 배위 기하배치를 갖는 화합물의 이상적인 구조.

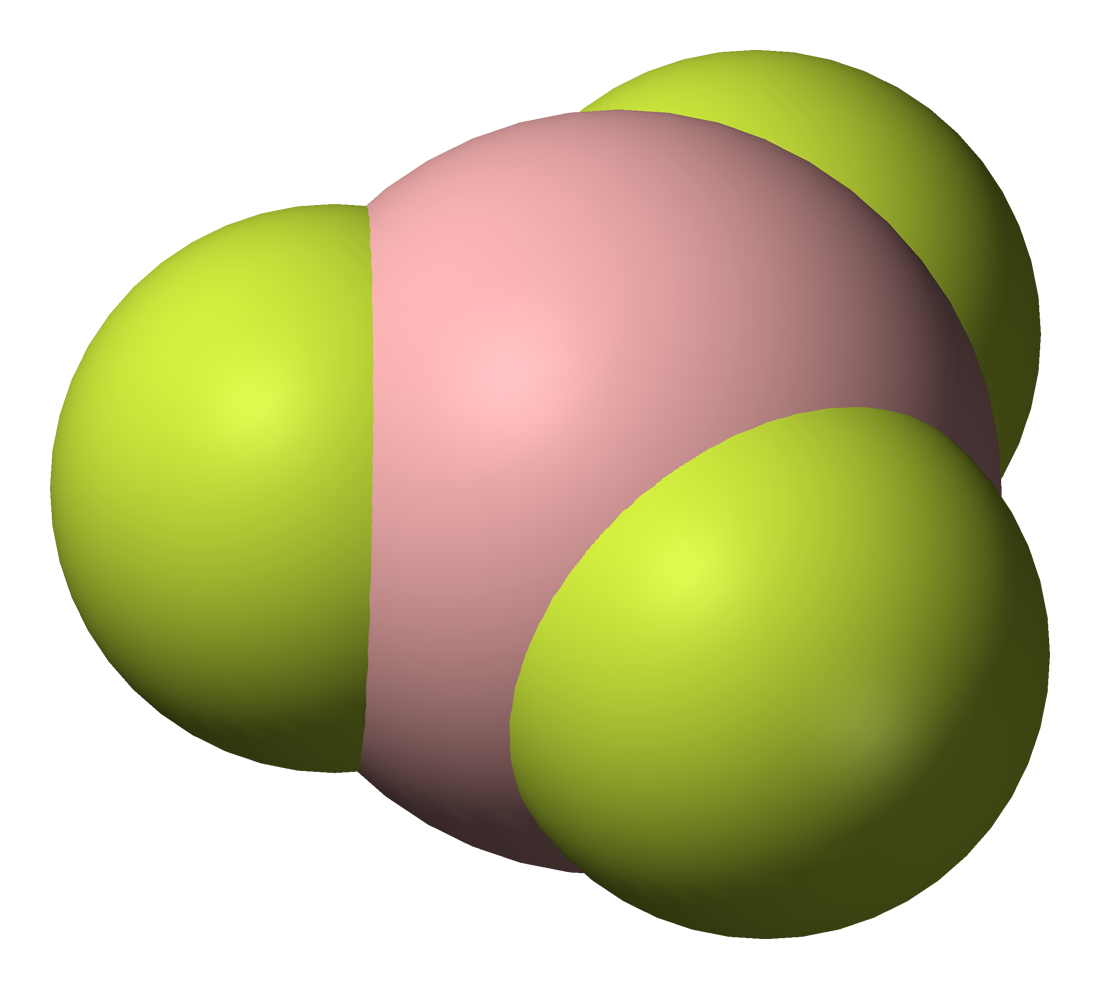
삼불화붕소의 구조. 평면삼각형 기하배치를 갖는 분자의 예.

화학에서의 평면삼각형(平面三角形, Trigonal planar)은, 1개의 중심원자와 그것을 중심으로 한 정삼각형의 세 꼭짓점에 위치하는 원자가 모두 동일평면 상에 있는 분자의 기하배치 모형이다. 이상적인 평면삼각형 분자에서는, 리간드끼리의 모든 결합각이 120°를 이루며, 점군은 D3h에 속한다. 폼알데하이드(H2CO)와 같이 3개의 배위자가 모두 동일한 것이 아닌 경우는 이상적인 기하배치에서 벗어난다.  평면삼각형 기하배치를 이루는 분자에는 삼불화붕소(BF3), 폼알데하이드(H2CO), 포스젠(COCl2), 삼산화황 (SO3) 따위가 있다.  평면삼각형 기하배치를 이루는 이온은 질산이온(NO3-), 탄산이온(CO32-), 구아니디늄 이온(C(NH2)3+)이 있다. 유기화학에서, 평면삼각형 구조를 갖는 탄소는 종종 sp2 혼성 오비탈을 가진다고 표현된다.
질소반전에서는, 평면삼각형 구조를 전이상태로 하여, 그 삼각뿔형 구조가 반전된다.
피라미드화(각뿔화, pyramidalization)는 사면체형 분자기하 쪽으로 이 분자형상이 일그러뜨려진 배치이다. 이러한 일그러짐은 각뿔형 알켄에서 보여진다.

## 같이 보기
- VSEPR 이론
- 분자구조